# Železniční trať Weesen–Linthal
Železniční trať Ziegelbrücke–Linthal (známá jako Glarnerlinie) je železniční trať ve Švýcarsku, která zajišťuje přístup do kantonu Glarus. Patří Švýcarským spolkovým drahám (SBB) a vede z Ziegelbrücke přes Glarus do Linthalu. Úsek Ziegelbrücke – Weesen – Näfels-Mollis původní železniční tratě Weesen–Linthal byl zrušen v roce 1931.

## Historie

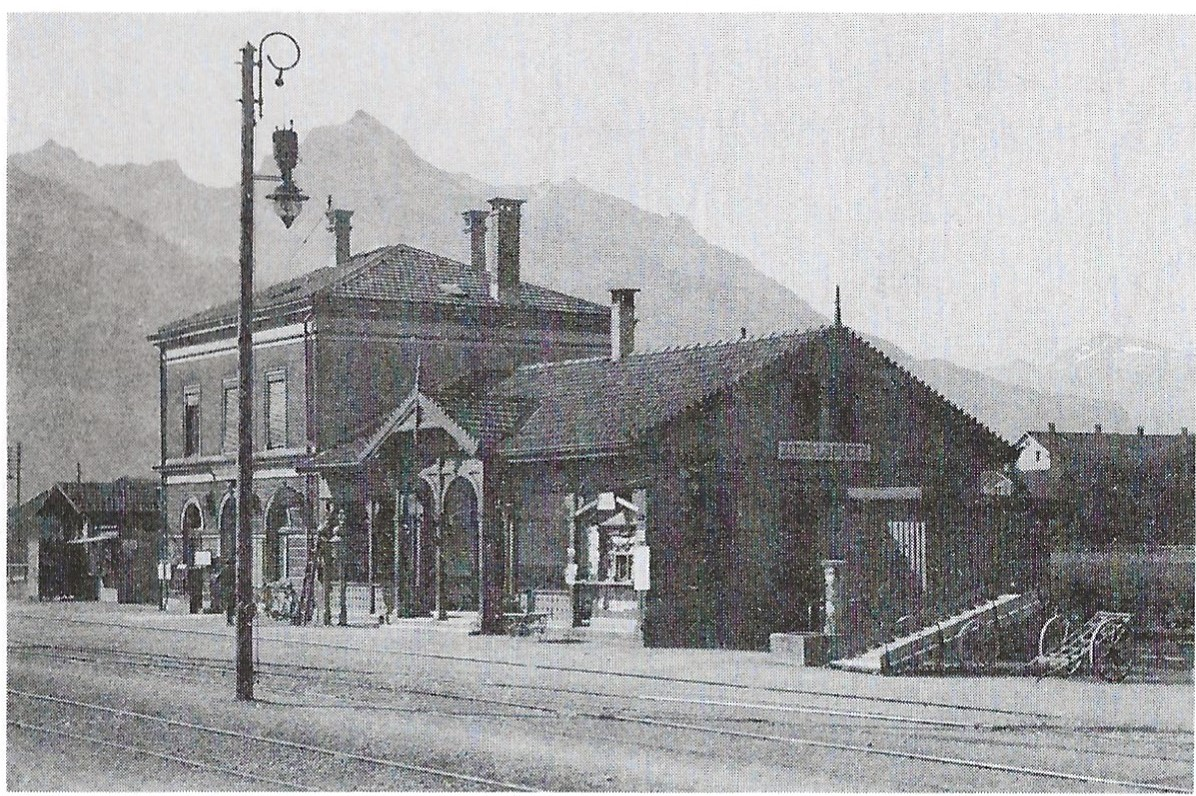
Železniční stanice Ziegelbrücke v roce 1909

Trať byla postavena ve dvou etapách a dvěma různými železničními společnostmi: Úsek z Weesenu přes Näfels-Mollis do Glarusu byl otevřen 15. února 1859 společností Vereinigte Schweizerbahnen (VSB) společně s tratí Rüti – Rapperswil – Weesen, zatímco úsek z Glarusu přes Schwanden do Linthalu byl otevřen 1. června 1879 společností Švýcarské severovýchodní dráhy (Schweizerische Nordostbahn; zkratka NOB).
Dne 20. září 1875 dosáhla trať z Curychu přes Ziegelbrücke stanice Näfels-Mollis, kterou vybudovala také NOB. Tato trať převzala velkou část dopravy mezi Weesenem a Näfels-Mollis, čímž se stará trať stala nerentabilní. Po zestátnění NOB roku 1902 připadly obě tratě Švýcarským spolkovým drahám (SBB). SBB z důvodu klesající poptávky původní trať 1. ledna 1931 zrušily a později snesly. Při otevření dvoukolejné trati 18. května 1969 byla stanice Weesen přemístěna.
Mezi 7. srpnem 1905 a 31. květnem 1969 byl Schwanden napojen na úzkorozchodnou dráhu Sernftalbahn. I ta byla později pro nerentabilitu zrušena.
Trať byla elektrifikována 15. května 1933 pro Švýcarsko standardním střídavým napětím 15 kV s frekvencí 16 2⁄3 Hz.

## Stanice na trati

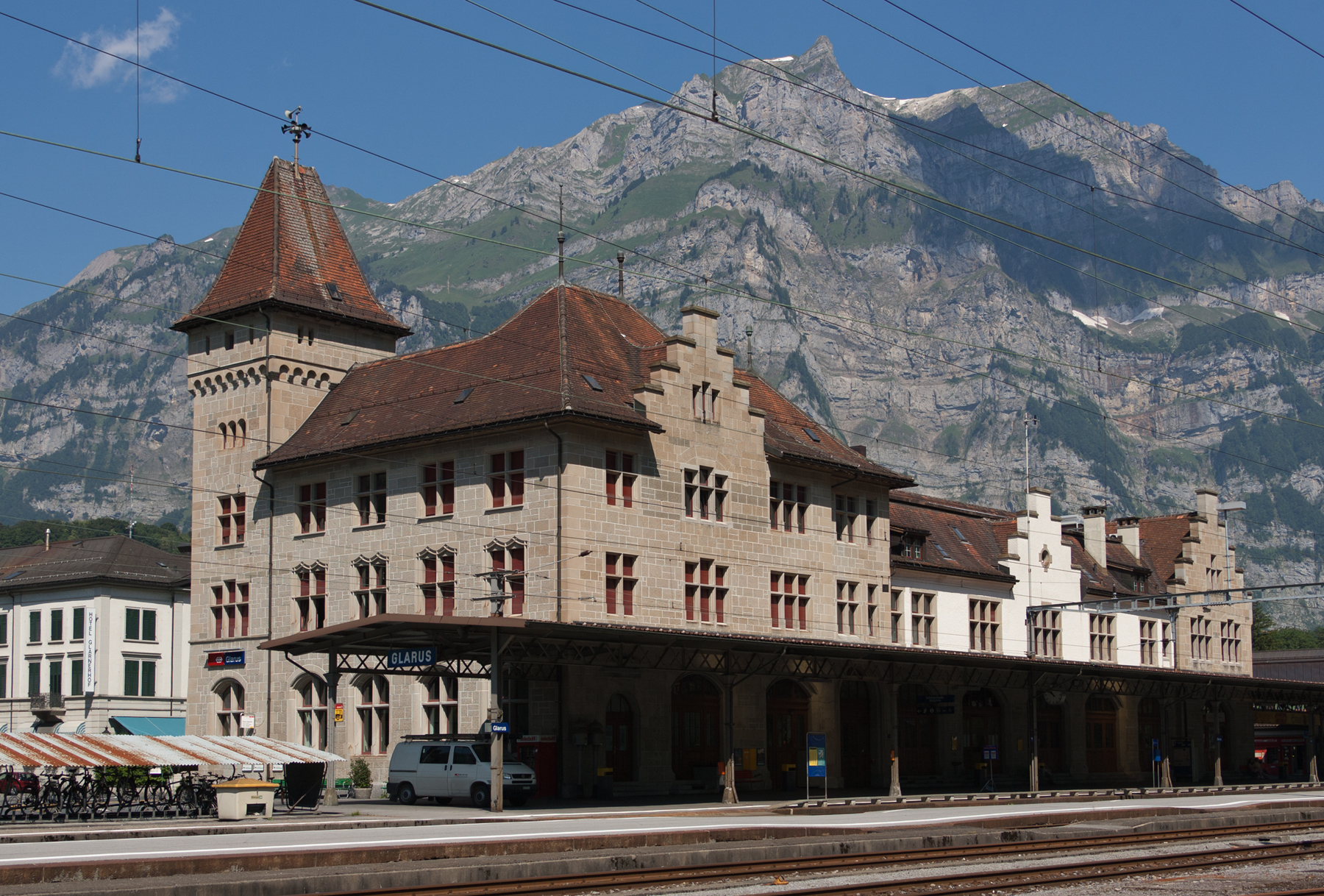
Železniční stanice Glarus

Zpočátku měly všechny stanice vedle hlavní traťové koleje pouze jednu kusou kolej (s výhybkou pouze na jedné straně). Pouze Leuggelbach byl vždy stanicí. Jako zastávka byla vytvořena také stanice Linthal Braunwaldbahn. Ta byla otevřena se změnou jízdního řádu 23. května 1982, kdy byl zároveň zaveden pravidelný taktový jízdní řád. Tato nová zastávka se nachází přímo u údolní stanice lanové dráhy Braunwaldbahn, což usnadňuje přestup z vlaku na lanovou dráhu do Braunwaldu.
V Ennendě, Mitlödi a Rüti se s křižováními nepočítalo, protože by to bylo možné jen s velkými náklady kvůli kusým kolejím.

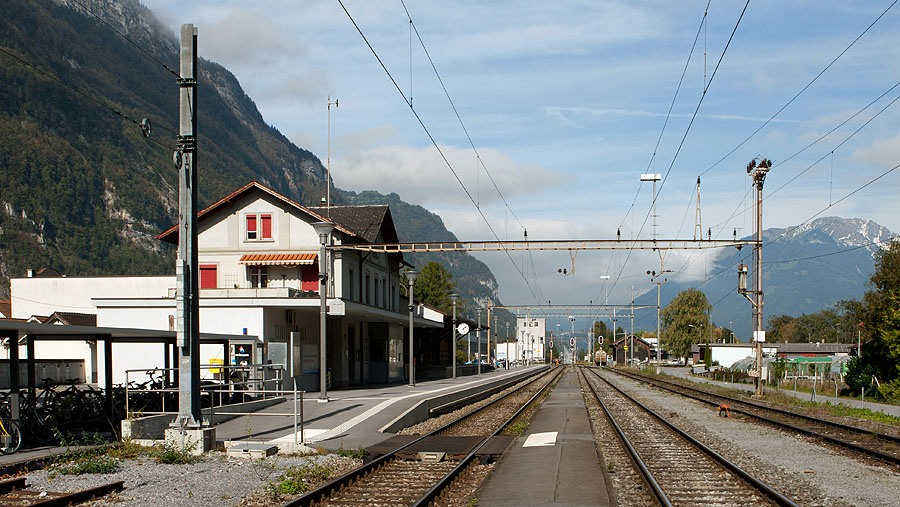
Stanice Netstal

V Glarusu bylo zřízeno depo se dvěma lokomotivními halami a točnou. V letech 2016 a 2017 prošla železniční stanice Glarus rozsáhlou rekonstrukcí; 2. kolej je nyní přístupná podchodem a bylo zrenovováno depo. Nelze jej však již využívat pro odstavování vlaků, protože koleje byly odstraněny. Bývalé depo Glarus bylo nahrazeno depem v Ziegelbrücke.
Stanice Nidfurn-Haslen a Rüti, doposud trvale obsazené personálem, byly 2. června 1984 přeměněny na stanice bez obsluhy. Se změnou jízdního řádu v roce 1985 následovala stanice Mitlödi.
S výjimkou Schwandenu byly na přelomu 90. let a roku 2000 modernizovány všechny výhybky a další traťová zařízení mezi Glarusem a Linthalem. Dnes je mezi Glarusem a Linthalem pouze jedna kolej. Posledními zbývajícími železničními stanicemi s možností křižování jsou Nieder- a Oberurnen, Glarus, Schwanden a Linthal.

## Provoz na trati

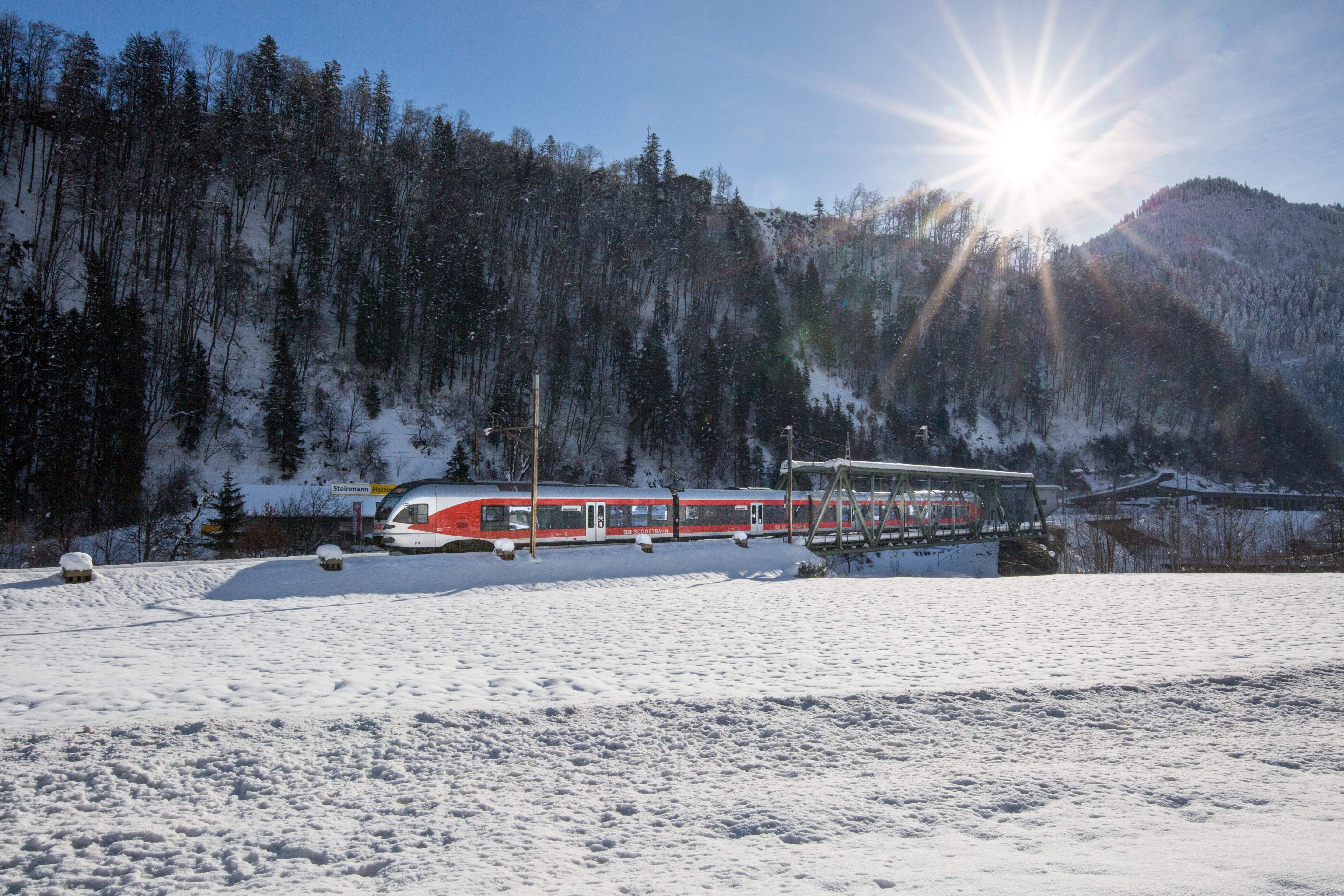
Osobní vlak linky S6 u Schwandenu

Na trase jezdí každou hodinu linka S25 sítě curyšského S-Bahnu. V červnu 2014 byl zaveden také zrychlený vlak Glarus Sprinter, který obsluhuje všechny stanice na této trase a také Siebnen-Wangen, Lachen, Pfäffikon SZ, Wädenswil a končí na curyšském hlavním nádraží. Kromě toho linka S6 S-Bahn St. Gallen obsluhuje každou hodinu také úsek Ziegelbrücke–Schwanden, což znamená půlhodinový takt spojů v tomto úseku.

## Plány na prodloužení
Již kolem roku 1900 se uvažovalo o prodloužení trati na jih do stanice Biasca v kantonu Ticino s napojením na Gotthardskou dráhu směrem na Chiasso. V roce 1963 nechal Švýcarský akční výbor pro železnici Tödi-Greina, jehož členy byli zástupci několika kantonálních vlád, vypracovat zprávu, která měla prověřit potenciální ekonomickou životaschopnost železnice Tödi-Greina. Plány však nebyly dále rozvíjeny.